# Fritz Willig
Fritz Willig (* 30. Juni 1941 in Laatzen) ist ein deutscher Jurist, Rechtsanwalt, Notar und Schriftsteller.

## Leben
Geboren mitten im Zweiten Weltkrieg, wuchs Fritz Willig in der Nachkriegszeit in seinem Geburtsort Laatzen auf. Seine Mutter arbeitete als Kauffrau, sein Bruder war Metzger. Seinem Vater Fritz Willig widmete er im Jahr 2004 den von Udo Hetmeier entworfenen Fritz-Willig-Brunnen in Laatzen.
In Hannover besuchte Fritz Willig die Leibnizschule und die Schillerschule. Anschließend studierte er Jura in Marburg, in München und Münster. Als Student boxte er im Halbweltergewicht und jobbte in Gastronomie und Detektei. Im Jahr 1967 gründete er in der niedersächsischen Landeshauptstadt eine eigene Kanzlei. Als Anwalt machte sich Willig „durch spektakuläre Wirtschafts- und Mordprozesse einen Namen.“ Im Jahr 2000 gab er seine Laatzener Kanzlei ab.
In den Jahren 1991 bis 1993 stand Fritz Willig dem Fußballverein Hannover 96 als Präsident vor. Unter seiner Ägide wurde der Bundesligist 1992 Pokalsieger. 2010 war Willig Mitglied des Gründungsvorstands der Robert-Enke-Stiftung.
In seiner Freizeit verfasste der Anwalt mehrere Bücher, neben einem Sachbuch zu Ehe und Scheidung auch autobiografische Werke, Kriminalromane sowie drei Kinderbücher, in denen sein verstorbener Hund, ein Weimaraner namens „Lucky“, die Hauptrolle spielt.
Fritz Willig ist Mitglied der SPD und seit Jahrzehnten verheiratet.

## Schriften (Auswahl)
Sachbücher:
- Miteinander, auseinander, Sachbuch zu den Themen Ehe und Ehescheidung, Hormann, Hannover [1976]
- Mensch, Fritze! Wider-Willig Staranwalt, Professional Press, Hannover 1991, ISBN 3-9802927-0-3
- Kurz und sündig. Geschichten, die das Leben schrieb, mit Simon Benne (Vorr.), Diana Kohne (Ill.): 3. Auflage, Madsack Medienagentur, Hannover 2017, ISBN 978-3-940308-93-1 und ISBN 3-940308-93-5

Romane:
- Verrat für nichts. Roman, 1. Auflage, Reimann, Hannover 2003, ISBN 978-3-9808293-2-8 und ISBN 3-9808293-2-4
- Das Vatermal. Ein Roman, 1. Auflage, Reimann, Hannover 2005, ISBN 978-3-9808293-3-5 und ISBN 3-9808293-3-2
- Lucky, der Weimaraner, mit Bildern von Diana Kohne, Reimann, Hannover 2006, ISBN 978-3-9808293-4-2 und ISBN 3-9808293-4-0
- Der Handicap-Mann. Kinder der Gosse. Ein Kriminalroman, Hinrichs, Zetel 2008, ISBN 978-3-940902-00-9
- Lucky, der Rebell, mit Bildern von Diana Kohne, Der Starke Verlag, Hannover 2009, ISBN 978-3-9812973-0-0
- Lucky und die Katzenkönigin, mit Bildern von Diana Kohne, Der Starke Verlag, Hannover 2010, ISBN 978-3-9812973-1-7

## Auszeichnungen
- 15. Mai 2002: Niedersächsisches Verdienstkreuz am Bande[6]